# Grünberg Verlag

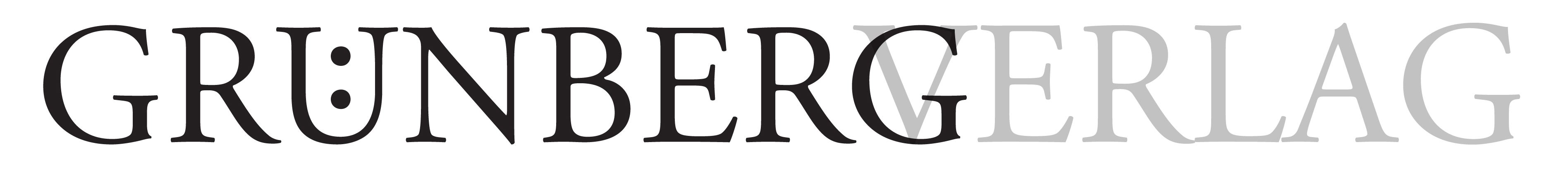
Gegründet 1991 in Weimar

Der Grünberg Verlag ist ein Kleinverlag, der im März 1991 von Martin Ebert unter dem Namen edition m in Weimar gegründet wurde. Verlagsort ist seit 1997 Rostock. Der Verlag publiziert Bücher zu u. a. Architektur- und Stadtgeschichte, Judaica und Belletristik.

## Programm
Im Verlag erschien 1991 bis 1997 die von Martin Ebert herausgegebene Literaturzeitschrift RISSe.
Der Grünberg Verlag veröffentlicht Publikationen zur Architektur- und Stadtbaugeschichte, Judaica sowie Neue Literatur. Darunter ist die aus der Zusammenarbeit mit dem Rostocker Literaturwissenschaftler Wolfgang Gabler hervorgegangene Bibliothek Mecklenburg-Vorpommern. Die Reihe wurde vom Literaturhaus Rostock herausgegeben und stellte von 2003 bis 2020 in zehn Bänden neue Autoren des Landes vor. Unter den Autoren des Verlagen befinden sich Christian Ahnsehl, Holger Böwing, Theo Böll, Jürgen Landt, Thomas Niedzwetzki und Marion Skepenat.
In einer weiteren Reihe gibt der Verlag das geschriebene Werk des Architekten Heinrich Tessenow heraus, einschließlich seiner Aufsätze und Briefe.